# Kirsten Munk
Kirsten Munk, Kirstine Munk, född 6 juli 1598, död 19 april 1658, var en dansk adelsdam som 1615 ingick ett morganatiskt äktenskap med Kristian IV av Danmark. 

## Biografi
Kirsten Munk var dotter till Ellen Marsvin och mor till bland andra Leonora Christina.
Hon fick med kungen sammanlagt tolv barn. 1627 fick hon titeln grevinna av Schleswig och Holstein. Trots att hon var gift med kungen blev hon aldrig drottning, eftersom äktenskapet var morganatiskt.
År 1628 skedde en brytning mellan Kirsten Munk och Kristian IV, då hon blev förälskad i en jämnårig rhengreve och kavalleriöverste, Otto Ludwig von Salms. Kirsten Munk visade helt öppet och ogenerat sin kärlek till honom. Kungen anklagade henne för otrohet och "kärlekslöshet gentemot barnen och honom". Hon anklagades även för svartkonst och samröre med en trollkarl i Hamburg.
År 1630 förvisades Kirsten Munk till Jylland på grund av otrohet i äktenskapet.

## Barn
1. Anne Kathrine (1618–1633; 1627 trolovad med Frands Rantzau, som var ståthållare i Köpenhamn och även rikshovmästare. Han omkom 1632 efter en fest vid Rosenborgs slott i Köpenhamn; han föll i vallgraven och drunknade.).
2. Sofie Elisabeth (1619–1657; gift med den tyske politikern Christian von Pentz)
3. Leonora Christina, född 1621; gift 1636 med Corfitz Ulfeldt.
4. Valdemar Christian (1622–1656)
5. Elisabet Augusta (1623–1677; gift med Hans Lindenov)
6. Fredrik Kristian (1625–1627)
7. Christiane Sehested, född 1626; gift 1642 med Hannibal Sehested, tvilling till
8. Hedevig (1626–1678; gift med Ebbe Ulfeldt; hon kallade honom 'det forbandede kreatur' men följde honom likväl i landsflykt till drottning Kristinas hov i Stockholm)
9. Marie Kathrine (född och död 1628)
10. Dorotea Elisabet (1629–1687; kung Kristian IV kallade henne "den kasserade jungfrun", eftersom han var säker på att han inte var hennes far; hon skickades till ett kloster i Tyskland)
11. ytterligare två barn, som var dödfödda